# Gnophos grumi
Gnophos grumi là một loài bướm đêm trong họ Geometridae.